# D.S.范·米特
D.S.范·米特(英文：D.S.Van Meter)是公共政策中，行動學派著名學者。其與C.E.范霍恩在1975年合作寫出的論文中寫出了在政策執行中最著名的一篇論文《政策执行过程：概念性框架》，這篇論文構建了在政策執行中的模型系統，並且提出了幾項會印象政策形成的因素，主要分成兩項，第一將政策轉換成運作所需要的努力，第二是在政策成功運行時，因應形成的變遷而需要做出的努力。